# Microtus brachycercus
Microtus brachycercus es una especie de roedor de la familia Cricetidae.

## Distribución geográfica
Se encuentra en el sur y el centro de Italia inicialmente descrita por Lehmann como una subespecie de Microtus savii. Las pruebas genéticas en la región de Calabria descubrió que, aunque similar, el cromosoma X es mayor que el de las muestras de M. savii que se encuentran en otras partes de Italia y el cromosoma Y es el doble del tamaño, lo que llevó a  Galleni en 1994 a designar Brachycercus M. como una especie separada.